# Station Ichinomoto
Station Ichinomoto (櫟本駅, Ichinomoto-eki) is een spoorwegstation in de Japanse stad Tenri. Het wordt aangedaan door de Sakurai-lijn (Manyō-Mahoroba-lijn). Het station heeft twee sporen, gelegen aan twee zijperrons.

## Treindienst doorJR West
| Stationszijde | ■ Sakurai-lijn | richting Tenri en Sakurai |
| Overzijde     | ■ Sakurai-lijn | richting Nara             |

## Geschiedenis
Het station werd in 1898 geopend.

## Stationsomgeving
- Nara-schrijn
- Wanishimo-schrijn
- Taikō-tempel
- Kantoor van Sharp

Nara · Kyōbate · Obitoke · Ichinomoto · Tenri · Nagara · Yanagimoto · Makimuku · Miwa · Sakurai · Kaguyama · Unebi · Kanahashi · Takada